# Parasitiphis aurora
Parasitiphis aurora är en spindeldjursart som beskrevs av Lee 1970. Parasitiphis aurora ingår i släktet Parasitiphis och familjen Ologamasidae. Inga underarter finns listade i Catalogue of Life.